# Rebecca Benson
Rebecca Benson, född 24 april 1990 i Edinburgh, är en brittisk skådespelare.
Rebecca Benson har bland annat medverkat i TV-serierna Flack samt Den vita prinsessan. Hon har även medverkat i filmen Falling for Figaro.

## Filmografi (i urval)
- 2017 – Den vita prinsessan (TV-serie)
- 2019–2020 – Flack (TV-serie)
- 2020 – Falling for Figaro